# Rifargia rufidiscata
Rifargia rufidiscata är en fjärilsart som beskrevs av Paul Dognin 1914. Rifargia rufidiscata ingår i släktet Rifargia och familjen tandspinnare. Inga underarter finns listade.